# Toshio Fujiwara
Toshio Fujiwara (藤原 敏男 Fujiwara Toshio?) (3 de marzo de 1948) es un kickboxer japonés, famoso por su dilatada carrera. Fue el primer no tailandés en ganar el prestigioso campeonato nacional de muay thai en Bangkok, hecho por el que es altamente respetado en Tailandia, y cuenta con un récord personal de 126 victorias y 13 derrotas. Retirado de la actividad a los 35 años por lesiones, actualmente trabaja como entrenador y director de su gimnasio, el Fujiwara Dojo, y ha entrenado a multitud de luchadores de kickboxing y artes marciales mixtas de renombre.